# Jacob Aldolphus Bryce
Jacob Aldolphus Bryce (* um 6. Dezember 1906 in Mountain View, Oklahoma; † 12. Mai 1974), auch bekannt als Delf A. „Jelly“ Bryce, war ein Polizist aus Oklahoma City und ein FBI-Agent, der von 1928 bis 1958 tätig war. Er galt als hervorragender Scharfschütze und Schnellzeichner und war für seinen Sinn für Kleidung bekannt.

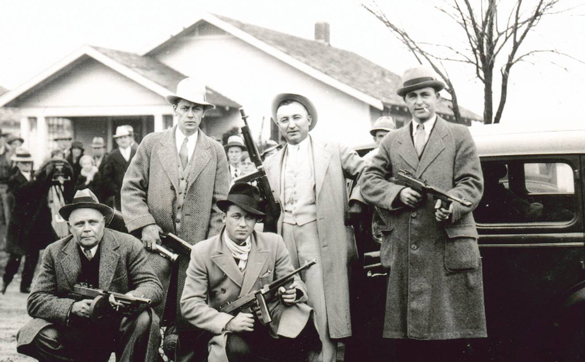
„Jelly“ Bryce hockte in der Mitte.

## Karriere
Im Jahr 1927 wurde Bryce ein Oklahoma State-Spielvermittler, kündigte aber, um ein College zu besuchen. Im Anschluss daran und während eines Schießwettbewerbs in Shawnee, Oklahoma fiel Bryces Treffsicherheit einem Oklahoma City Polizeidienststelle-Nachtchef auf, der ihm vorschlug, seiner Polizeiabteilung beizutreten, was er 1928 im Alter von 22 Jahren tat, als jüngster Detective der Abteilung. An seinem zweiten Tag bei der Abteilung Autodiebstahl der Polizei von Oklahoma City konfrontierte Bryce einen Dieb, der versuchte, ein Auto durch Kurzschließen der Zündung zu stehlen. Er gab sich als Polizeibeamter zu erkennen, woraufhin der Verdächtige eine Pistole zog; Bryce zog daraufhin seine und den Verbrecher verwundete. Später rettete er einen Kollegen aus einem fahrenden Auto, der sich gegen drei Verbrecher wehrte; er sprang auf das Trittbrett und erschoss zwei der Verbrecher. Als er damit konfrontiert wurde, sagte einer der sterbenden Männer: „Ich kann nicht glauben, dass ich von einem Jelly Bean wie dir getötet wurde.“ „Jelly Bean“ war ein Slangausdruck für einen eleganten Mann, und der Spitzname „Jelly“ blieb erhalten.
In seinem ersten Jahr konfrontierte er während einer Polizeistreife zwei Diebe, die versuchten, in ein Möbelhaus einzubrechen.
Nachdem Bryce sie aufgefordert hatte, sich zu ergeben, feuerten beide ihre Pistolen ab; Bryce zog daraufhin seine Waffe und feuerte zweimal, wobei er beide Männer tötete. Ebenfalls in seiner Zeit bei der Polizei versuchte er, einen gesuchten Gangster festzunehmen, der seine Waffe zog und das Feuer eröffnete. Bryce zog daraufhin seine Waffe und verwundete den Verbrecher, dem es gelang, in ein nahe gelegenes Theater zu entkommen, wo er später starb.
Am 18. Juli 1934 suchte Bryce mit anderen Beamten nach Harvey Pugh (einem Polizistenmörder und kriminellen Partner von Clyde Barrow) und seinen Komplizen Ray O’Donnell und Tom Walton. Bryces Informationen führen sie in das Wren Hotel, das von Merle Bolen geführt wurde. Von der Mutter der Besitzerin in ein Zimmer geführt, fand Bryce Walton und O’Donnell im Bett mit Bolen. O’Donnell stand Bryce gegenüber und hielt in jeder Hand eine Colt 1911. Bryce zog seine Waffe und tötete ihn. Nach diesem Vorfall wurde Bryce vom Federal Bureau of Investigation (FBI) als Special Agent eingestellt.
Während seiner Zeit beim FBI wurde er an verschiedenen Orten eingesetzt, unter anderem 1941 als Special Agent in Charge (SAC) in der Außenstelle El Paso und als SAC in Albuquerque, New Mexico, verbrachte aber den größten Teil seiner Karriere in Oklahoma City und wurde 1956 Leiter der FBI-Agentur in Oklahoma City. Er demonstrierte und lehrte seine Schießmethoden auch an der FBI-Akademie. Über sein Leben und seinen Polizeistil wurde in Zeitschriftenartikeln berichtet: Life im Jahr 1945 und Look im Jahr 1946. Nach seiner Pensionierung bewarb er sich als Demokrat um das Amt des Gouverneur von Oklahoma, kämpfte aber als Unabhängiger und wurde nicht gewählt. Danach wurde er Landwirt in der Nähe von Mountain View und nahm an Schießausstellungen teil.

## Persönliches Leben
Bryce wurde am 6. Dezember 1906 in Mountain View, Oklahoma, als Sohn von Fel Albert Bryce und seiner Frau Maggie Meek geboren. Er besuchte die Mountain View High School, die er 1926 abschloss. Danach zog er in die Stadt Seminole, um in einem Lebensmittelgeschäft zu arbeiten, bevor er Polizeidetektiv und FBI-Agent wurde. Er heiratete zunächst Frances Maxine Wilson, aus der Ehe ging der gemeinsame Sohn William Delf hervor. 1932 ließen sie sich scheiden, und sie starb an den Verletzungen, die sie 1973 bei einem Autounfall erlitten hatte. Im Jahr 1944 heiratete er Shirley Geraldine Bloodworth, aus der Ehe ging der gemeinsame Sohn John Fel hervor.
Bryce starb am 12. Mai 1974 an einem vermuteten Herzinfarkt, während er an einem FBI-Treffen in der Shangri-la Lodge in der Nähe des Grand Lake o' the Cherokees teilnahm. Er wurde in Mountain View beigesetzt.

## Medien und weiterführende Literatur
- „Jelly Bryce: The Perfect Shot“, Cineflix Produktion von American Lawmen, Staffel 1, Folge 6 (2016)[10]
- Conti, Mike, Jelly Bryce: the legend begins, Saber Press (2014), ISBN 0-9772659-7-8
- Conti, Mike, Jelly Bryce: FBI Odyssey, Saber Press (2015), ISBN 0-9965302-0-7
- Conti, Mike, Jelly Bryce: the man in the mirror, Saber Press (2016), ISBN 0-9965302-9-0